# Monuments historiques et culturels de Los Angeles

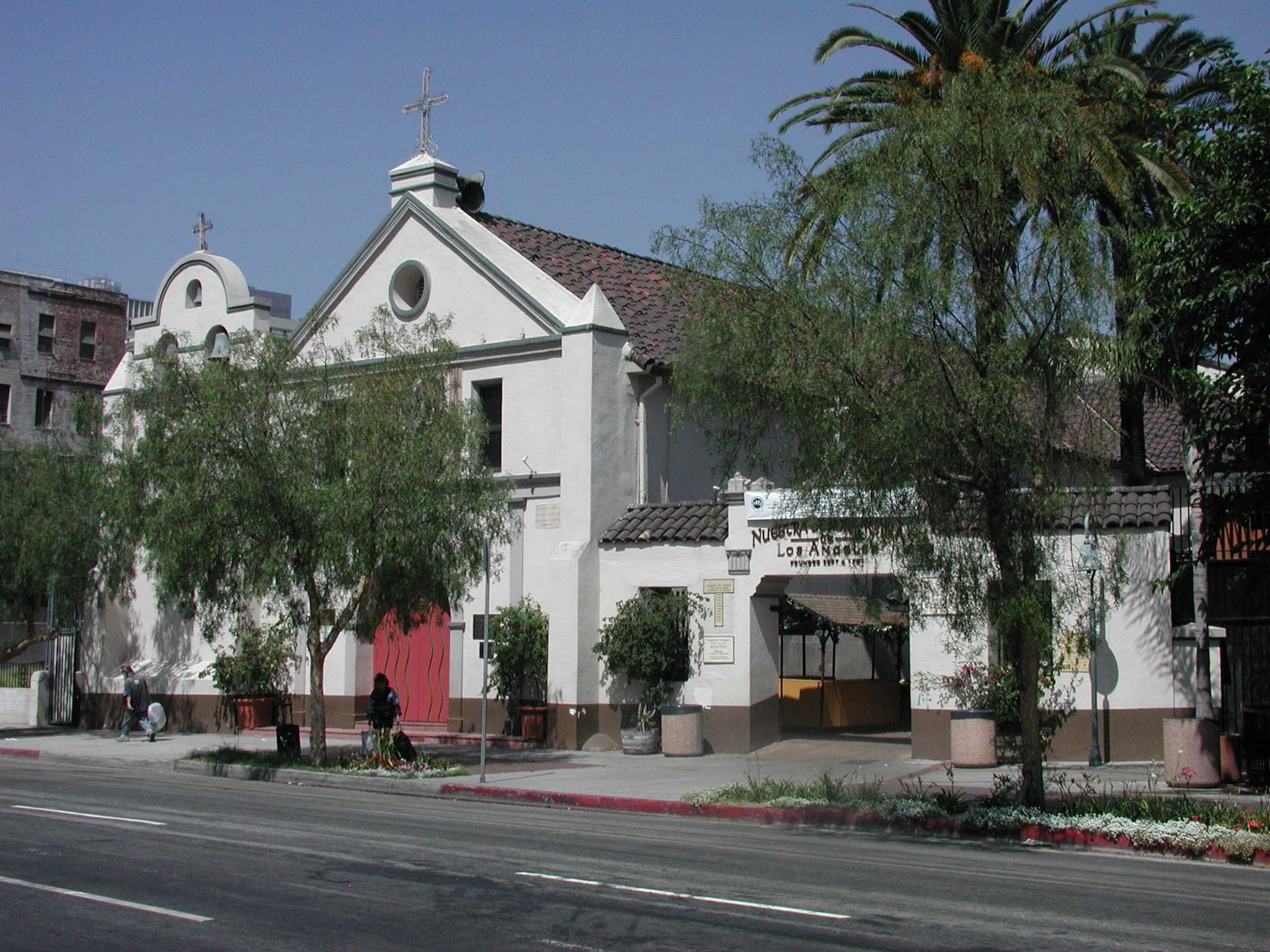
La Iglesia de Nuestra Señora la Reina de los Ángeles, l'un des premiers monuments historiques et culturels de Los Angeles désignés en 1962

Les monuments historiques et culturels de Los Angeles sont un ensemble de sites désignés par la Commission du patrimoine culturel de Los Angeles, en Californie comme dignes d'être préservés sur la base de critères architecturaux, historiques et culturels.

## Histoire
Le processus des Monuments Historiques et Culturels a été établi par le Comité des Bâtiments Historiques formé en 1958 par la section de Los Angeles de l'American Institute of Architects (AIA). Alors que la croissance et le développement de Los Angeles menaçaient les monuments historiques de la ville, le comité a cherché à mettre en œuvre un programme de préservation formel en coopération avec les organisations civiques, culturelles et commerciales locales et les dirigeants municipaux. Une ordonnance de préservation historique proposée par le comité de l'AIA a été adoptée le 30 avril 1962.
Le Conseil du patrimoine culturel original (rebaptisé plus tard commission) a été formé à l'été 1962. Il était composé de William Woollett, FAIA, Bonnie H. Riedel, Carl S. Dentzel, Senaida Sullivan et Edith Gibbs Vaughan.
Le conseil s'est réuni pour la première fois en août 1962, à une époque où le propriétaire du bâtiment historique Leonis Adobe tentait de démolir la structure et de la remplacer par un supermarché. Lors de sa première journée de travail officiel, le conseil a désigné le Leonis Adobe et quatre autres sites comme monuments historiques et culturels,.
Au cours de la première décennie de fonctionnement de la commission (août 1962-août 1972), elle a désigné 101 biens comme monuments historiques et culturels. En avril 2018, il y avait plus de 1 150 propriétés désignées.

## Processus
La désignation d’un bien comme Monument Historique et Culturel n’empêche pas sa démolition ou sa modification. Toutefois, la désignation nécessite que des permis de démolition ou de modification substantielle soient présentés à la commission. La commission a le pouvoir de retarder la démolition d’une propriété désignée jusqu’à un an.

## Monuments remarquables

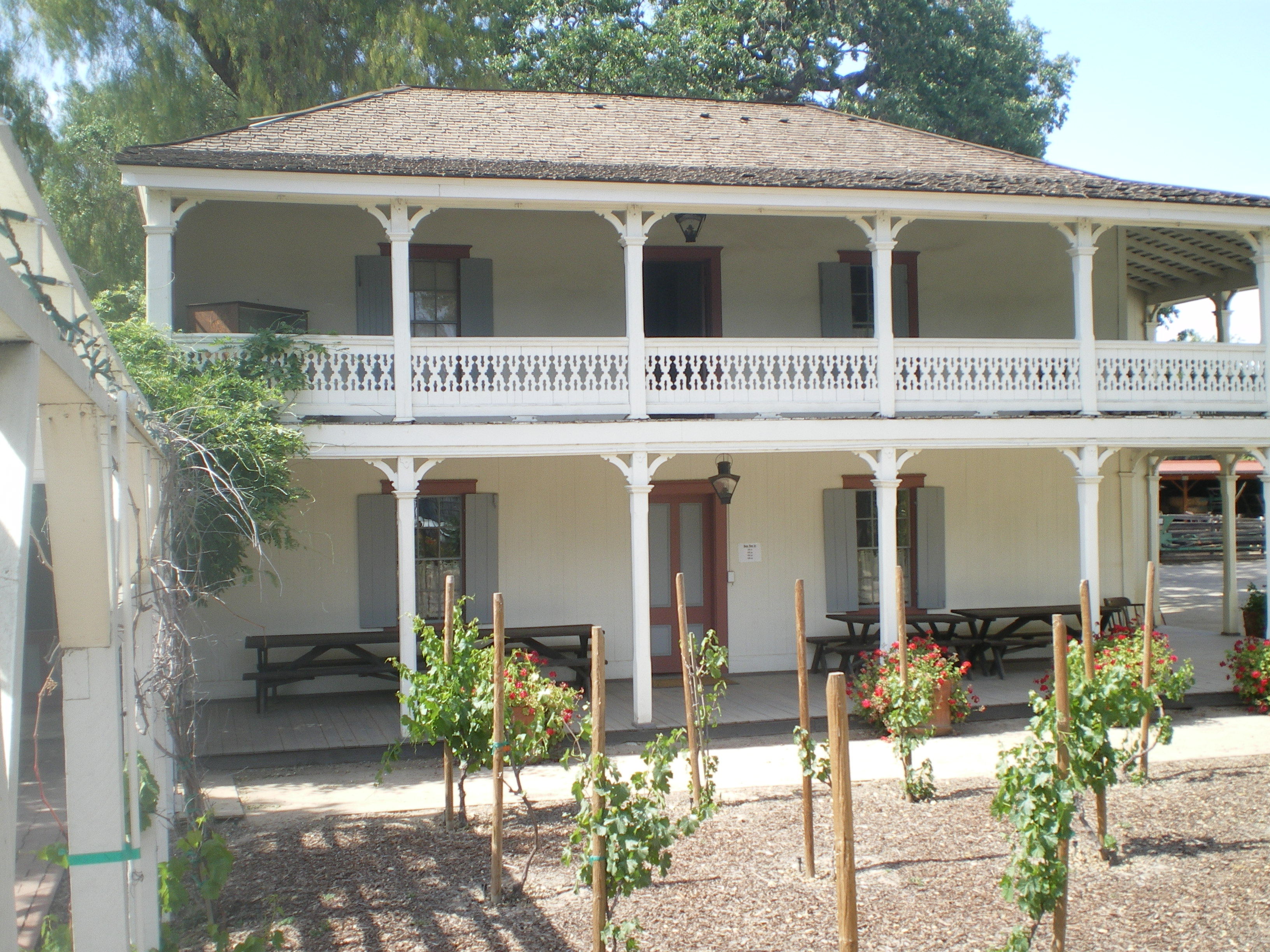
Léonis Adobe (HCM #1)
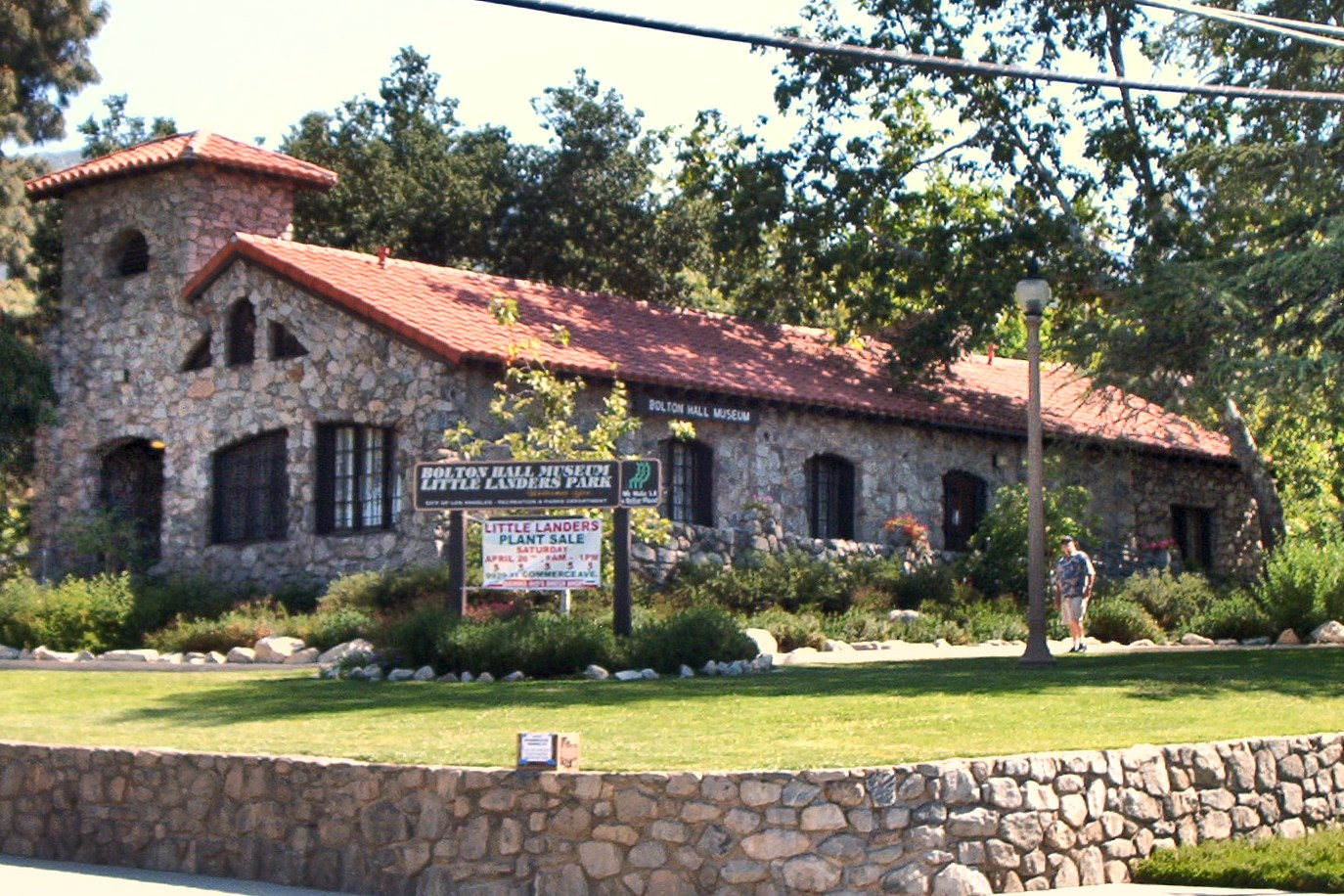
Salle Bolton (HCM #2)
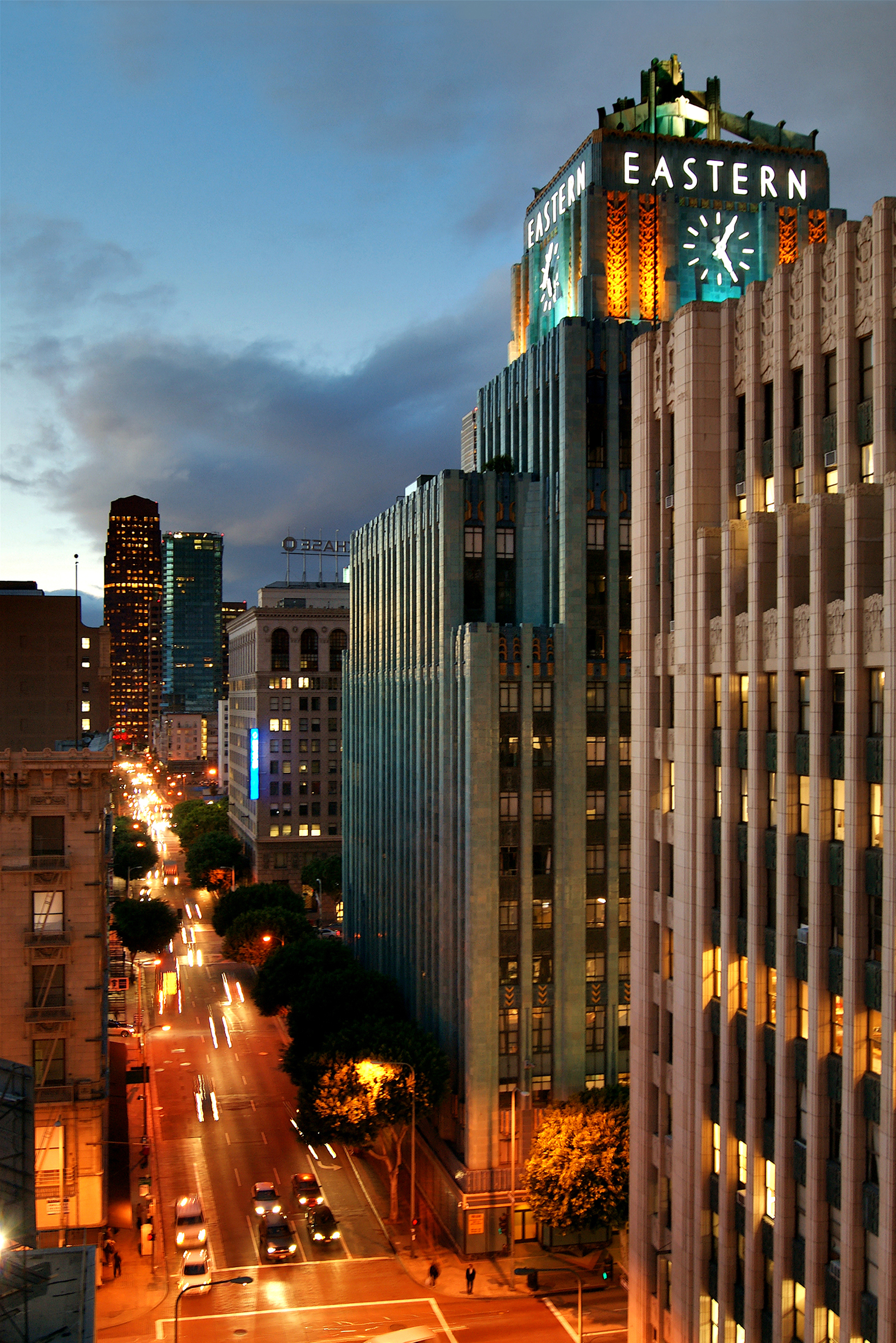
Bâtiment de l'Est de Columbia (HCM #294)
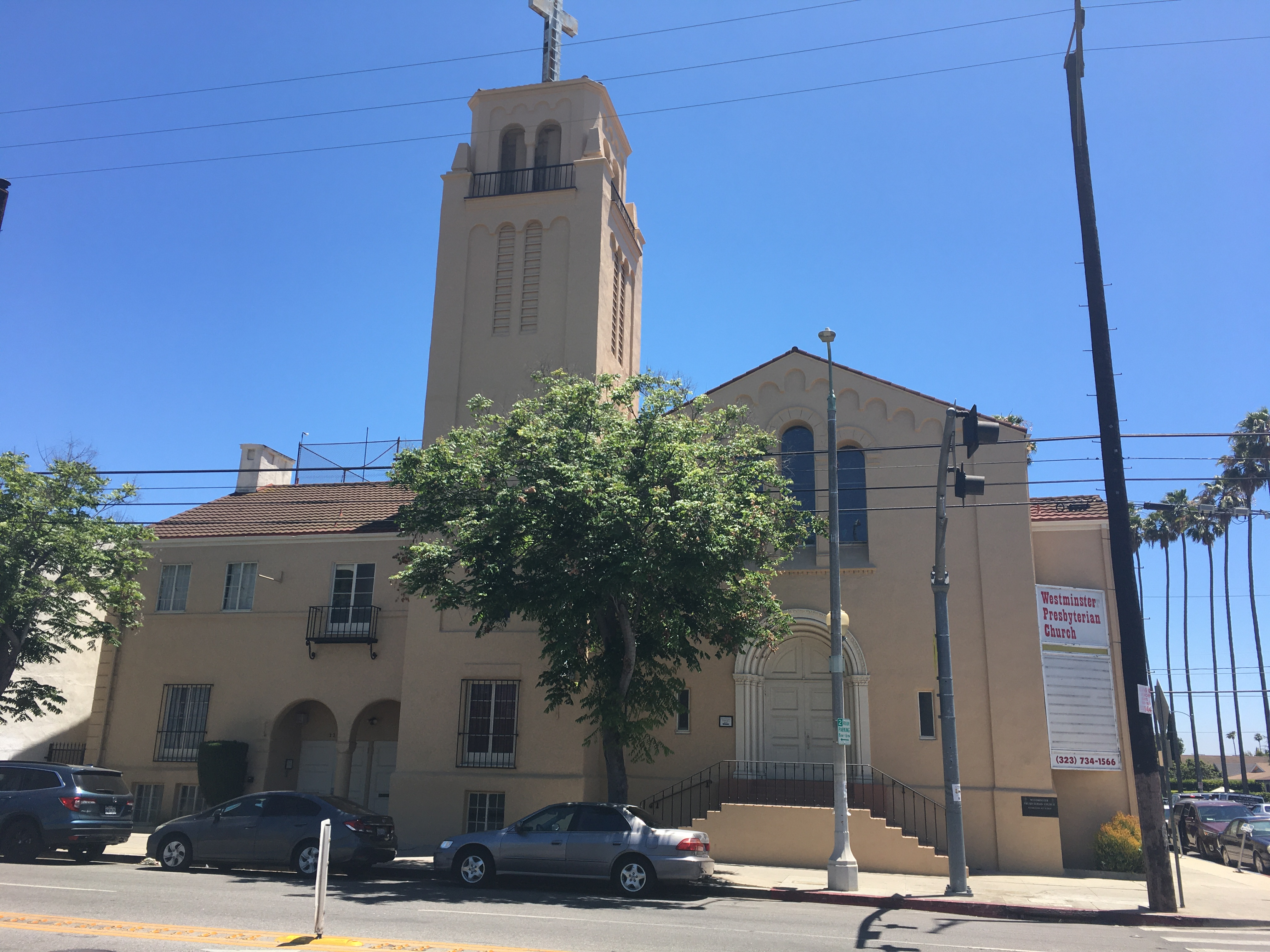
Église presbytérienne de Westminster (Los Angeles) (HCM #299)
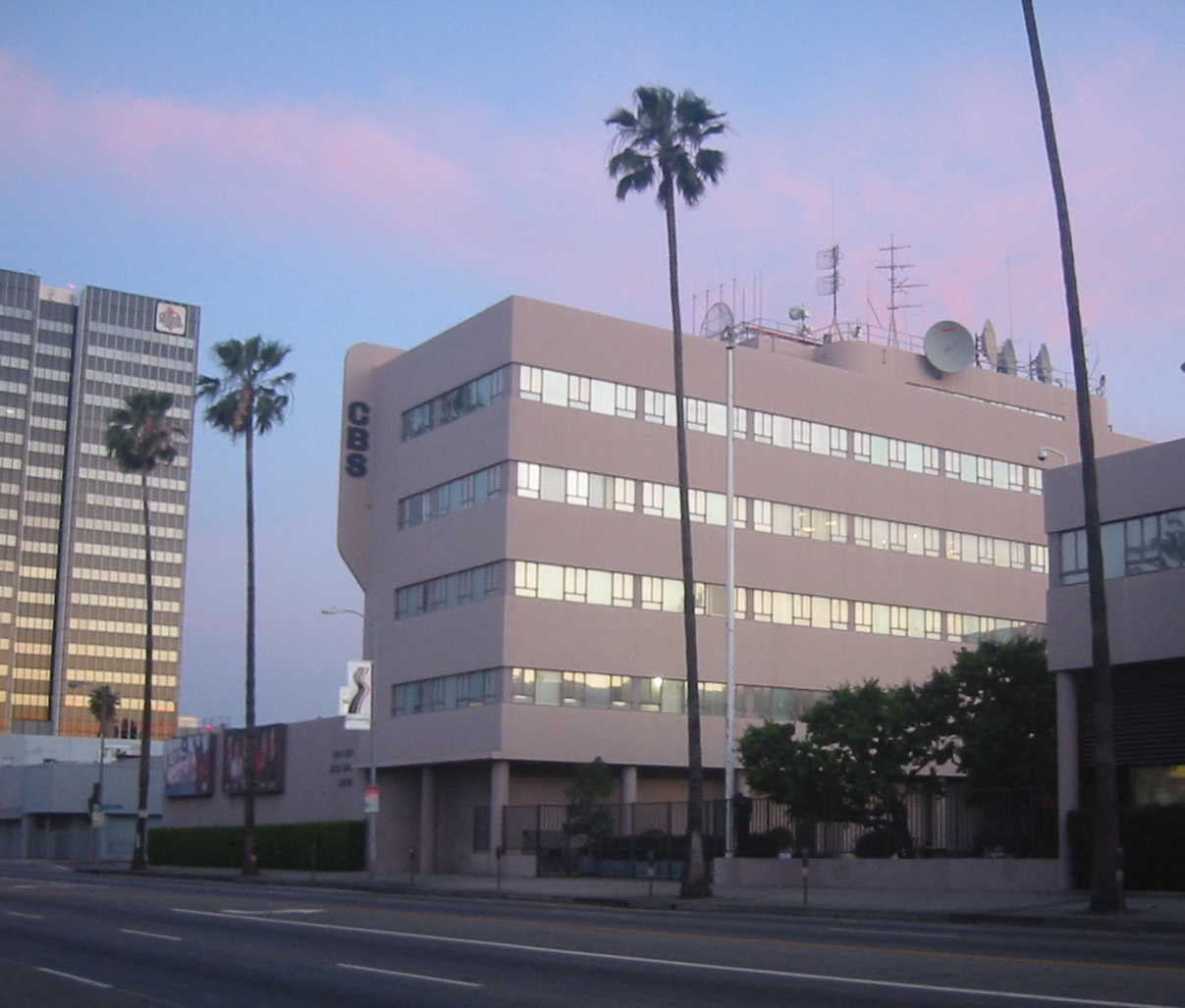
CBS Columbia Square Studios (HCM #947)

## LAHCM désignés situés en dehors de la ville de Los Angeles
| HCM # | Nom du point de repère | Image | Date désignée      | Localité      | Zone                     | Description |
| ----- | ---------------------- | ----- | ------------------ | ------------- | ------------------------ | --- |
| 160   | Manzanar               |       | September 15, 1976 | Autoroute 395 | Comté d'Inyo, Californie | Site d’internement des Américains d’origine japonaise, Seconde Guerre mondiale. Situé au pied de la Sierra Nevada dans la vallée d’Owens. Le terrain appartenait au département de l’eau et de l’électricité de Los Angeles lorsque le gouvernement américain l’a loué pour le camp de concentration de Manzanar. |

## Listes des monuments historiques et culturels de Los Angeles
- Monuments historiques et culturels du centre-ville de Los Angeles
- Monuments historiques et culturels des côtés est et nord-est
- Monuments historiques et culturels dans la zone portuaire
- Monuments historiques et culturels à Hollywood
- Monuments historiques et culturels de la vallée de San Fernando
- Monuments historiques et culturels à Silver Lake, Angelino Heights et Echo Park
- Monuments historiques et culturels du sud de Los Angeles
- Monuments historiques et culturels du Westside
- Monuments historiques et culturels dans les régions de Wilshire et Westlake